# Grenjiš
Grenjiš (mađ. Gerényes, nje. Gerienisch) je selo u središnjoj južnoj Mađarskoj.
Zauzima površinu od 12,34 km četvorna.

## Zemljopisni položaj
Nalazi se na 46° 18' sjeverne zemljopisne širine i 18° 11' istočne zemljopisne dužine, sjeverozapadno od Mečeka. Županijska granica (s Tolnanskom županijom) je 2 km sjevereno, a Dumvar je 6 km sjeverozapadno. Dubovac je 2 km zapadno, Čikoc (Tutiš) je 1,5 km sjeverozapadno, Magoč je 4 km sjeveroistočno, Alsómocsolád je 3 km istočno, Alsómocsoládsko jezerce je 2,5 km istočno, Ág je 1 km jugoistočno, Tikeš je 1,5 km južno, Tarrós je 2,5 km jugozapadno.

## Upravna organizacija
Upravno pripada Šaškoj mikroregiji u Baranjskoj županiji. Poštanski broj je 7362.

## Povijest
Područje ovog sela je bilo naseljeno još u starom vijeku. Tragovi toga se vide na rubnim predjelima sela. 
Selo se prvi put spominje u povijesnim dokumentima 1296. pod imenom Guerenes.
Prvi poznati gospodar sela je bio Pál Dombó, a kasnije se kao gospodari ovog sela spominju pripadnici obitelji Eszterházy. 
U 18. stoljeću su došli evangelistički Nijemci iz Rottenburga, Romenshaizea i Ulma u ovo selo.
Nakon 1945. su raseljeni mjesni Nijemci.

## Promet
2 km od sela se nalazi pruga Dumvar-Batasik, koja obilazi selo sa sjeverne, sjeveroistočne i istočne strane.

## Stanovništvo
Gerényes ima 277 stanovnika (2001.). Mađari su većina. Romi, koji u selu imaju manjinsku samoupravu, čine preko četvrtine stanovništva. 82% stanovnika su rimokatolici, 5,7% su protestanti.

## Vanjske poveznice
- Grenjiš na fallingrain.com